# Проспект Пушкина (Минск)
Проспект Пушкина — проспект в Минске. Назван именем русского писателя и поэта А. С. Пушкина.

## Расположение
Проспект Пушкина является частью Второго кольца в Минске, соединяет проспект Жукова с улицей Орловской.
Начинается от проспекта Жукова (от границы Московского и Фрунзенского районов Минска), проходит большей частью во
Фрунзенском районе, заканчивается (последние 30 метров) в Центральном районе.

## Сооружения
Над проспектом Пушкина проходит 3 железнодорожных моста (Молодечненское направление Белорусской железной дороги).